# گمینا کووچگوووه
گمینا کووچگوووه (به لهستانی:  Gmina Kołczygłowy) یک گمینا در لهستان است که در شهرستان بتوف واقع شده‌است. گمینا کووچگوووه ۱۷۳٫۳۴ کیلومتر مربع مساحت و ۴٬۳۲۱ نفر جمعیت دارد.